# Großer Preis von Argentinien 1974
Der Große Preis von Argentinien 1974 (offiziell XI Gran Premio de la Republica Argentina) fand am 13. Januar auf dem Autódromo Municipal Ciudad de Buenos Aires in Buenos Aires statt und war das erste Rennen der Automobil-Weltmeisterschaft 1974.

## Berichte

### Hintergrund
Nach einer relativ kurzen Winterpause trat die Formel 1 im Schatten der Ölkrise zum ersten Lauf der neuen Saison in Buenos Aires an, wo erstmals die lange Version der dortigen Rennstrecke befahren wurde, die eine weite Schleife rings um einen See beinhaltete.
Zum ersten Mal in der Geschichte der Formel 1 bekamen die Fahrzeuge vor dem ersten WM-Lauf feste Startnummern zugeteilt, die für die gesamte Saison gültig waren. In den Jahren zuvor waren die Nummern vor fast jedem Grand Prix individuell vergeben worden.
Im Vergleich zur Saison 1973 war eine starke Veränderung in der Fahrerbesetzung bei den meisten Teams festzustellen.
Ken Tyrrell musste sein Team nach dem Tod von François Cevert und dem Karriereende von Jackie Stewart völlig neu aufstellen und verpflichtete Jody Scheckter und Patrick Depailler als Stammfahrer.
Niki Lauda und Clay Regazzoni blieben zwar weiterhin Teamkollegen, ab dieser Saison allerdings als Stammfahrer bei Ferrari. Die Lücke, die die beiden bei B.R.M. hinterließen, wurde mit den beiden Franzosen Jean-Pierre Beltoise und Henri Pescarolo geschlossen. Zudem wurde ein dritter Werkswagen gemeldet, den mit François Migault ein weiterer Franzose pilotierte.
Peter Revson hatte McLaren verlassen und wurde Teamkollege von Jean-Pierre Jarier bei Shadow. Revsons Platz bei McLaren nahm Emerson Fittipaldi ein. Dessen Cockpit bei Lotus wiederum wurde mit Jacky Ickx besetzt. Die jeweiligen Teamkollegen der beiden, Denis Hulme beziehungsweise Ronnie Peterson, gehörten zu den wenigen Piloten, die ihrem jeweiligen Team aus dem Vorjahr die Treue hielten. Neben den beiden von Texaco und Marlboro gesponserten Wagen von Fittipaldi und Hulme plante McLaren den ganzjährigen Einsatz eines dritten Werkswagens in den Farben des Sponsors Yardley. Dieser wurde zunächst von Mike Hailwood pilotiert. Dessen Platz im Team Surtees nahm Jochen Mass an der Seite von Carlos Pace ein.
Brabham begann die Saison mit Formel-1-Neuling Richard Robarts im zweiten Wagen neben Stammfahrer Carlos Reutemann. Der zweite Stammpilot des Vorjahres, Wilson Fittipaldi, hatte sich für eine Unterbrechung seiner Rennfahrerkarriere entschieden, um sich dem Aufbau seines eigenen Teams zu widmen.  Ein dritter Brabham wurde vom Privatrennstall John Goldie Racing als Kundenfahrzeug eingesetzt und von John Watson pilotiert.
Das March-Werksteam verpflichtete den deutschen Debütanten Hans-Joachim Stuck und zudem Howden Ganley, der das Team Frank Williams Racing Cars verlassen hatte. Seinen bisherigen Platz als einziger Stammfahrer dieses Teams nahm Arturo Merzario ein. Frank Williams setzte seine Strategie aus dem Vorjahr, den zweiten Wagen jeweils von zahlenden Gaststartern pilotieren zu lassen, auch in der neuen Saison fort.
Das Team Hesketh Racing plante den Einsatz einer Eigenkonstruktion, begann die Saison jedoch wie im Vorjahr als March-Kundenteam mit James Hunt als Fahrer. Der inzwischen fast 45-jährige Graham Hill hatte einen Vertrag mit Lola Cars geschlossen und setzte deren Wagen in Eigenregie ein. Das zweite Cockpit neben sich besetzte er mit Guy Edwards, dem insgesamt dritten Formel-1-Debütanten dieses Wochenendes.

### Training
Peterson, der im Vorjahr insgesamt neunmal von der Pole-Position ins Rennen gegangen war, setzte diese Erfolgsgeschichte mit seiner vierten Trainingsbestzeit in Folge fort. Der zweite Startplatz von Regazzoni im überarbeiteten Ferrari 312B3 hingegen war nach dem Krisenjahr 1973 eine Überraschung für den italienischen Traditionsrennstall sowie für die Fachwelt. Fittipaldi und Revson teilten sich die zweite Reihe. Für einen beeindruckenden fünften Platz qualifizierte sich Hunt in seinem von Harvey Postlethwaite modifizierten March 731 des Hesketh-Teams.

### Rennen
Hinter Peterson, der seine Pole-Position in eine Führung umsetzte, folgte durch einen guten Start Hunt. Dahinter erreichten Regazzoni, Revson und Hailwood gleichzeitig  eine der ersten Kurven und kollidierten. Während Hailwood das Rennen nahezu unbeeinflusst fortsetzen konnte, drehten sich Regazzoni und Revson. Jarier konnte nicht mehr ausweichen und fuhr auf den Wagen seines Teamkollegen Revson auf, wodurch beide Shadow ausschieden. Merzario und Watson wurden ebenfalls leicht in den Unfall verwickelt, Scheckter konnte über das Gras neben der Piste ausweichen.
Noch im Verlauf der ersten Runde verspielte Hunt durch einen Dreher seine Chancen auf eine gute Platzierung. Reutemann gelangte dadurch in die zweite Position vor Fittipaldi, Hailwood, Ickx und Hulme.
In der dritten Runde übernahm der Lokalmatador Reutemann die Führung, während Fittipaldi einen technisch bedingten Boxenstopp einlegen musste. Als der nun zweitplatzierte Peterson wenig später Bremsprobleme bekam, wurde er von Ickx und Hulme überholt. Lauda überholte unterdessen Hailwood und ging wenig später ebenfalls an Peterson vorbei.
Dadurch, dass Ickx in der 27. Runde wegen eines Reifenschadens die Box ansteuern musste, gelangte Lauda auf den dritten Rang. An der Spitze schien Reutemann das Rennen zu kontrollieren. Während der letzten Runden ging ihm jedoch allmählich der Kraftstoff aus, was sich in Form von Fehlzündungen bemerkbar machte. In der letzten Runde wurde er zum Leidwesen der argentinischen Zuschauer noch von sechs Kontrahenten überholt. Hulme gewann vor Lauda und Regazzoni, der sich nach der Kollision in der Startrunde wieder sukzessive nach vorn gearbeitet hatte.

## Meldeliste
| Team                            | Nr. | Fahrer               | Chassis           | Motor                    | Reifen |
| ------------------------------- | --- | -------------------- | ----------------- | ------------------------ | ------ |
| John Player Team Lotus          | 01  | Ronnie Peterson      | Lotus 72E         | Ford Cosworth DFV 3.0 V8 | G      |
| John Player Team Lotus          | 02  | Jacky Ickx           | Lotus 72E         | Ford Cosworth DFV 3.0 V8 | G      |
| Elf Team Tyrrell                | 03  | Jody Scheckter       | Tyrrell 006       | Ford Cosworth DFV 3.0 V8 | G      |
| Elf Team Tyrrell                | 04  | Patrick Depailler    | Tyrrell 005       | Ford Cosworth DFV 3.0 V8 | G      |
| Marlboro Team Texaco            | 05  | Emerson Fittipaldi   | McLaren M23       | Ford Cosworth DFV 3.0 V8 | G      |
| Marlboro Team Texaco            | 06  | Denis Hulme          | McLaren M23       | Ford Cosworth DFV 3.0 V8 | G      |
| Yardley Team McLaren            | 33  | Mike Hailwood        | McLaren M23       | Ford Cosworth DFV 3.0 V8 | G      |
| Motor Racing Developments       | 07  | Carlos Reutemann     | Brabham BT44      | Ford Cosworth DFV 3.0 V8 | G      |
| Motor Racing Developments       | 08  | Richard Robarts      | Brabham BT44      | Ford Cosworth DFV 3.0 V8 | G      |
| March Engineering               | 09  | Hans-Joachim Stuck   | March 741         | Ford Cosworth DFV 3.0 V8 | G      |
| March Engineering               | 10  | Howden Ganley        | March 741         | Ford Cosworth DFV 3.0 V8 | G      |
| Scuderia Ferrari SpA SEFAC      | 11  | Clay Regazzoni       | Ferrari 312B3     | Ferrari 001/11 3.0 F12   | G      |
| Scuderia Ferrari SpA SEFAC      | 12  | Niki Lauda           | Ferrari 312B3     | Ferrari 001/11 3.0 F12   | G      |
| Team Motul B.R.M.               | 14  | Jean-Pierre Beltoise | BRM P160E         | BRM P142 3.0 V12         | F      |
| Team Motul B.R.M.               | 15  | Henri Pescarolo      | BRM P160E         | BRM P142 3.0 V12         | F      |
| Team Motul B.R.M.               | 37  | François Migault     | BRM P160E         | BRM P142 3.0 V12         | F      |
| UOP Shadow Racing Team          | 16  | Peter Revson         | Shadow DN3        | Ford Cosworth DFV 3.0 V8 | G      |
| UOP Shadow Racing Team          | 17  | Jean-Pierre Jarier   | Shadow DN1        | Ford Cosworth DFV 3.0 V8 | G      |
| Bang & Olufsen Team Surtees     | 18  | Carlos Pace          | Surtees TS16      | Ford Cosworth DFV 3.0 V8 | F      |
| Bang & Olufsen Team Surtees     | 19  | Jochen Mass          | Surtees TS16      | Ford Cosworth DFV 3.0 V8 | F      |
| Frank Williams Racing Cars      | 20  | Arturo Merzario      | Iso-Marlboro FW01 | Ford Cosworth DFV 3.0 V8 | F      |
| Team Ensign                     | 22  | Rikky von Opel       | Ensign N173       | Ford Cosworth DFV 3.0 V8 | F      |
| Hesketh Racing                  | 24  | James Hunt           | March 731         | Ford Cosworth DFV 3.0 V8 | F      |
| Embassy Racing with Graham Hill | 26  | Graham Hill          | Lola T370         | Ford Cosworth DFV 3.0 V8 | F      |
| Embassy Racing with Graham Hill | 27  | Guy Edwards          | Lola T370         | Ford Cosworth DFV 3.0 V8 | F      |
| John Goldie Racing with Hexagon | 28  | John Watson          | Brabham BT42      | Ford Cosworth DFV 3.0 V8 | F      |

## Klassifikationen

### Startaufstellung
| Pos. | Fahrer               | Konstrukteur | Zeit    | Ø-Geschwindigkeit | Start |
| ---- | -------------------- | ------------ | ------- | ----------------- | ----- |
| 01   | Ronnie Peterson      | Lotus-Ford   | 1:50,78 | 193,941 km/h      | 01    |
| 02   | Clay Regazzoni       | Ferrari      | 1:50,96 | 193,627 km/h      | 02    |
| 03   | Emerson Fittipaldi   | McLaren-Ford | 1:51,06 | 193,452 km/h      | 03    |
| 04   | Peter Revson         | Shadow-Ford  | 1:51,30 | 193,035 km/h      | 04    |
| 05   | James Hunt           | March-Ford   | 1:51,52 | 192,654 km/h      | 05    |
| 06   | Carlos Reutemann     | Brabham-Ford | 1:51,55 | 192,602 km/h      | 06    |
| 07   | Jacky Ickx           | Lotus-Ford   | 1:51,70 | 192,344 km/h      | 07    |
| 08   | Niki Lauda           | Ferrari      | 1:51,81 | 192,155 km/h      | 08    |
| 09   | Mike Hailwood        | McLaren-Ford | 1:51,86 | 192,069 km/h      | 09    |
| 10   | Denis Hulme          | McLaren-Ford | 1:52,06 | 191,726 km/h      | 10    |
| 11   | Carlos Pace          | Surtees-Ford | 1:52,20 | 191,487 km/h      | 11    |
| 12   | Jody Scheckter       | Tyrrell-Ford | 1:52,47 | 191,027 km/h      | 12    |
| 13   | Arturo Merzario      | Iso-Ford     | 1:53,14 | 189,896 km/h      | 13    |
| 14   | Jean-Pierre Beltoise | B.R.M.       | 1:53,18 | 189,829 km/h      | 14    |
| 15   | Patrick Depailler    | Tyrrell-Ford | 1:53,27 | 189,678 km/h      | 15    |
| 16   | Jean-Pierre Jarier   | Shadow-Ford  | 1:53,66 | 189,027 km/h      | 16    |
| 17   | Graham Hill          | Lola-Ford    | 1:53,90 | 188,629 km/h      | 17    |
| 18   | Jochen Mass          | Surtees-Ford | 1:53,90 | 188,629 km/h      | 18    |
| 19   | Howden Ganley        | March-Ford   | 1:54,21 | 188,117 km/h      | 19    |
| 20   | John Watson          | Brabham-Ford | 1:54,39 | 187,821 km/h      | 20    |
| 21   | Henri Pescarolo      | B.R.M.       | 1:54,67 | 187,362 km/h      | 21    |
| 22   | Richard Robarts      | Brabham-Ford | 1:54,73 | 187,264 km/h      | 22    |
| 23   | Hans-Joachim Stuck   | March-Ford   | 1:55,19 | 186,516 km/h      | 23    |
| 24   | François Migault     | B.R.M.       | 1:55,43 | 186,128 km/h      | 24    |
| 25   | Guy Edwards          | Lola-Ford    | 1:56,43 | 184,530 km/h      | 25    |
| 26   | Rikky von Opel       | Ensign-Ford  | 1:57,86 | 182,291 km/h      | 26    |

### Rennen
| Pos. | Fahrer               | Konstrukteur | Runden | Stopps | Zeit       | Start | Schnellste Runde |
| ---- | -------------------- | ------------ | ------ | ------ | ---------- | ----- | ---------------- |
| 01   | Denis Hulme          | McLaren-Ford | 53     | 0      | 1:41:02,01 | 10    |                  |
| 02   | Niki Lauda           | Ferrari      | 53     | 0      | + 9,27     | 08    |                  |
| 03   | Clay Regazzoni       | Ferrari      | 53     | 0      | + 20,41    | 02    | 1:52,10 (38.)    |
| 04   | Mike Hailwood        | McLaren-Ford | 53     | 0      | + 31,79    | 09    |                  |
| 05   | Jean-Pierre Beltoise | B.R.M.       | 53     | 0      | + 51,84    | 14    |                  |
| 06   | Patrick Depailler    | Tyrrell-Ford | 53     | 0      | + 1:52,48  | 15    |                  |
| 07   | Carlos Reutemann     | Brabham-Ford | 52     | 0      | DNF        | 06    |                  |
| 08   | Howden Ganley        | March-Ford   | 52     | 0      | DNF        | 19    |                  |
| 09   | Henri Pescarolo      | B.R.M.       | 52     | 0      | + 1 Runde  | 21    |                  |
| 10   | Emerson Fittipaldi   | McLaren-Ford | 52     | 1      | + 1 Runde  | 03    |                  |
| 11   | Guy Edwards          | Lola-Ford    | 51     | 0      | + 2 Runden | 25    |                  |
| 12   | John Watson          | Brabham-Ford | 49     | 0      | + 4 Runden | 20    |                  |
| 13   | Ronnie Peterson      | Lotus-Ford   | 48     | 1      | + 5 Runden | 01    |                  |
| –    | Graham Hill          | Lola-Ford    | 45     | 0      | DNF        | 17    |                  |
| –    | Jacky Ickx           | Lotus-Ford   | 36     | 2      | DNF        | 07    |                  |
| –    | Richard Robarts      | Brabham-Ford | 36     | 0      | DNF        | 22    |                  |
| –    | Hans-Joachim Stuck   | March-Ford   | 31     | 0      | DNF        | 23    |                  |
| –    | François Migault     | B.R.M.       | 31     | 0      | DNF        | 24    |                  |
| –    | Jody Scheckter       | Tyrrell-Ford | 25     | 1      | DNF        | 12    |                  |
| –    | Carlos Pace          | Surtees-Ford | 21     | 0      | DNF        | 11    |                  |
| –    | Arturo Merzario      | Iso-Ford     | 19     | 0      | DNF        | 13    |                  |
| –    | James Hunt           | March-Ford   | 11     | 0      | DNF        | 05    |                  |
| –    | Jochen Mass          | Surtees-Ford | 10     | 0      | DNF        | 18    |                  |
| –    | Peter Revson         | Shadow-Ford  | 1      | 0      | DNF        | 04    |                  |
| –    | Jean-Pierre Jarier   | Shadow-Ford  | 0      | 0      | DNF        | 16    | –                |
| DNS  | Rikky von Opel       | Ensign-Ford  | –      | –      | –          | 26    | –                |

## WM-Stände nach dem Rennen
Die ersten sechs des Rennens bekamen 9, 6, 4, 3, 2 bzw. 1 Punkt(e). In der Konstrukteurswertung zählten nur die Punkte des bestplatzierten Fahrers eines Teams. Es zählten nur die besten sieben Ergebnisse aus den ersten acht Rennen und die besten sechs aus den letzten sieben Rennen.

### Fahrerwertung
| Pos. | Fahrer               | Konstrukteur | Punkte |
| ---- | -------------------- | ------------ | ------ |
| 01   | Denis Hulme          | McLaren-Ford | 9      |
| 02   | Niki Lauda           | Ferrari      | 6      |
| 03   | Clay Regazzoni       | Ferrari      | 4      |
| 04   | Mike Hailwood        | McLaren-Ford | 3      |
| 05   | Jean-Pierre Beltoise | B.R.M.       | 2      |
| 06   | Patrick Depailler    | Tyrrell-Ford | 1      |
| 07   | Carlos Reutemann     | Brabham-Ford | 0      |
| 08   | Howden Ganley        | March-Ford   | 0      |
| 09   | Henri Pescarolo      | B.R.M.       | 0      |
| 10   | Emerson Fittipaldi   | McLaren-Ford | 0      |
| 11   | Guy Edwards          | Lola-Ford    | 0      |
| 12   | John Watson          | Brabham-Ford | 0      |
| 13   | Ronnie Peterson      | Lotus-Ford   | 0      |

| Pos. | Fahrer             | Konstrukteur | Punkte |
| ---- | ------------------ | ------------ | ------ |
| –    | Graham Hill        | Lola-Ford    | 0      |
| –    | Jacky Ickx         | Lotus-Ford   | 0      |
| –    | Richard Robarts    | Brabham-Ford | 0      |
| –    | Hans-Joachim Stuck | March-Ford   | 0      |
| –    | François Migault   | B.R.M.       | 0      |
| –    | Jody Scheckter     | Tyrrell-Ford | 0      |
| –    | Carlos Pace        | Surtees-Ford | 0      |
| –    | Arturo Merzario    | Iso-Ford     | 0      |
| –    | James Hunt         | March-Ford   | 0      |
| –    | Jochen Mass        | Surtees-Ford | 0      |
| –    | Peter Revson       | Shadow-Ford  | 0      |
| –    | Jean-Pierre Jarier | Shadow-Ford  | 0      |

### Konstrukteurswertung
| Pos. | Konstrukteur | Punkte |
| ---- | ------------ | ------ |
| 01   | McLaren-Ford | 9      |
| 02   | Ferrari      | 6      |
| 03   | B.R.M.       | 2      |
| 04   | Tyrrell-Ford | 1      |
| 05   | Brabham-Ford | 0      |
| 06   | March-Ford   | 0      |

| Pos. | Konstrukteur | Punkte |
| ---- | ------------ | ------ |
| 07   | Lola-Ford    | 0      |
| 08   | Lotus-Ford   | 0      |
| –    | Surtees-Ford | 0      |
| –    | Iso-Ford     | 0      |
| –    | Shadow-Ford  | 0      |
| –    | Ensign-Ford  | 0      |